# Frans Tempel
Franciscus Jacobus Ludwig (Frans) Tempel (Hilversum, 20 maart 1898 - Bunnik, 25 juli 1944) was een Nederlands verzetsstrijder, musicus en voetballer.
Tempel speelde als doelman voor HVV Tubantia toen hij in de selectie van het Nederlands voetbalelftal voor de Olympische Zomerspelen in 1920 opgenomen werd. Hij kwam niet in actie en kreeg ook geen bronzen medaille uitgereikt. Tijdens het toernooi kwam hij wel in opspraak in een conflict tussen de spelers en de NVB, dat ontstond naar aanleiding van de armoedige wijze waarop het Nederlandse team gehuisvest was. Samen met Jan de Natris, Jaap Bulder en Evert van Linge werd hij verwijderd uit het team. Toen dit tot een spelersstaking dreigde te leiden, werd die verwijdering omgezet in een schorsing voor de beslissende wedstrijd om zilver en brons.
Tempel speelde in een jazzband in Enschede.
In de Tweede Wereldoorlog verzamelde hij militaire informatie voor de verzetsgroep rond Guus Fikkert die in Twente actief was. Op 25 augustus 1943 werd de groep na verraad gearresteerd door de gestapo. Begin 1944 werd hij ondergebracht in het Oranjehotel in Scheveningen en op 25 juli werd hij op Fort bij Rijnauwen bij Bunnik (Utrecht) met vijf anderen gefusilleerd. In 1946 stond Theo Haze terecht op verdenking van verraad, maar hij werd door het Hof ontslagen van rechtsvervolging.
Tinus van Beurden · 
Arie Bieshaar · 
Koos Boerdam · 
Leo Bosschart · 
Evert Jan Bulder · 
Jaap Bulder · 
Jan van Dort · 
Harry Dénis · 
Ber Groosjohan · 
Felix von Heijden · 
Eb van der Kluft · 
Frits Kuipers · 
Evert van Linge · 
Herman Legger · 
Dick MacNeill · 
Jan de Natris · 
Piet Peereboom · 
Oscar van Rappard · 
Henk Steeman · 
Frans Tempel · 
Ben Verweij ·
Jan de Vries · 
Coach: Frederick Warburton